# 佐々木吉郎
佐々木 吉郎（ささき きちろう、1940年3月15日 - 2008年12月21日）は、秋田県出身のプロ野球選手（投手）、野球指導者。
史上8人目の完全試合達成者。

## 来歴・人物
秋田市立秋田商業高等学校では当初捕手だったが、試合中に突然登板を命じられ以来投手になる。1957年夏の甲子園県予選で優勝。奥羽大会に進出するが、1回戦で八戸高に惜敗し甲子園には出場できなかった。
卒業後は日本石油に進む。1961年の都市対抗では杉本和喜代（日本鋼管から補強）と投の二本柱を組み優勝に貢献。翌1962年1月の第4回アジア野球選手権大会日本代表（前年の都市対抗優勝チーム）として、日本の優勝に貢献。同年の都市対抗では43イニング無失点（大会記録）、全5試合完封勝利を果たし連続優勝、橋戸賞を受賞する。
1962年に大洋ホエールズに入団。同年は9月から先発としても起用されたが4連敗に終わる。1964年には5勝を挙げ、7月5日の阪神との対戦では村山実に投げ勝ち初の完封勝利を飾る。1965年は不調で勝星がなかったが、翌1966年には復活。先発陣の一角として自己最多の8勝を記録し、後述のように完全試合も成し遂げた。その後は主に中継ぎとして起用されるが、1969年には登板機会が減り、同年限りで引退。
社会人野球の実力者として期待されたが、無理な練習のため肘に持病があり、プロでは前評判のような活躍はできなかった。主に中継ぎやローテーションの谷間での先発で起用され、比較的防御率が良く当時の三原脩監督に重用された。
1964年9月23日の巨人戦で、王貞治から1シーズン本塁打日本記録（当時）の第55号を打たれている。
1966年5月1日には、シーズン開幕以来の初先発である広島戦で、1960年の島田源太郎に次ぐ球団史上2人目の完全試合を達成している。実は本当の先発予定は左腕の小野正一であり、佐々木は広島の右打者を交代させるための「偵察オーダー」で当時の別所毅彦投手コーチから「ヒットを1本でも打たれたら交代するぞ」と言われ、登板。しかし、いざ投げてみると安打を全然打たれず最後まで1本の安打も打たれることなく完投し完全試合を達成した。ちなみにこの試合で登板予定だった小野は試合開始からブルペンで投球練習をずっと続けていた。
引退後は、1986年まで社会人野球TDKのコーチ・監督を歴任。野球界から引退した後は東京都中央区で割烹料理の店を営んでいたという。
2008年12月21日午前8時45分、敗血症のため東京都港区の病院で死去。68歳没。
秋田県大仙市にある「かみおか嶽雄館」の「野球ミュージアム」では、完全試合達成時の写真が展示されている。

## 詳細情報

### 年度別投手成績
| 年 度     | 球 団     | 登 板 | 先 発 | 完 投 | 完 封 | 無 四 球 | 勝 利 | 敗 戦 | セ 丨 ブ | ホ 丨 ル ド | 勝 率 | 打 者 | 投 球 回 | 被 安 打 | 被 本 塁 打 | 与 四 球 | 敬 遠 | 与 死 球 | 奪 三 振 | 暴 投 | ボ 丨 ク | 失 点 | 自 責 点 | 防 御 率 | W H I P |
| --------- | --------- | ----- | ----- | ----- | ----- | -------- | ----- | ----- | -------- | ----------- | ----- | ----- | -------- | -------- | ----------- | -------- | ----- | -------- | -------- | ----- | -------- | ----- | -------- | -------- | ------- |
| 1962      | 大洋      | 7     | 3     | 1     | 0     | 1        | 0     | 4     | --       | --          | .000  | 118   | 31.2     | 23       | 4           | 5        | 0     | 0        | 18       | 0     | 0        | 8     | 8        | 2.25     | 0.88    |
| 1963      | 大洋      | 26    | 10    | 1     | 0     | 0        | 2     | 6     | --       | --          | .250  | 322   | 75.1     | 80       | 8           | 25       | 1     | 3        | 20       | 2     | 0        | 37    | 31       | 3.67     | 1.39    |
| 1964      | 大洋      | 39    | 14    | 2     | 1     | 0        | 5     | 7     | --       | --          | .417  | 490   | 123.2    | 108      | 10          | 27       | 2     | 4        | 60       | 1     | 0        | 44    | 35       | 2.54     | 1.09    |
| 1965      | 大洋      | 21    | 4     | 0     | 0     | 0        | 0     | 2     | --       | --          | .000  | 177   | 44.2     | 29       | 0           | 20       | 1     | 0        | 28       | 0     | 0        | 15    | 14       | 2.80     | 1.10    |
| 1966      | 大洋      | 38    | 16    | 4     | 3     | 3        | 8     | 8     | --       | --          | .500  | 564   | 139.0    | 134      | 10          | 23       | 2     | 5        | 58       | 1     | 1        | 54    | 47       | 3.04     | 1.13    |
| 1967      | 大洋      | 33    | 6     | 0     | 0     | 0        | 4     | 6     | --       | --          | .400  | 324   | 76.1     | 80       | 4           | 19       | 5     | 5        | 29       | 1     | 2        | 32    | 27       | 3.20     | 1.30    |
| 1968      | 大洋      | 32    | 1     | 0     | 0     | 0        | 4     | 1     | --       | --          | .800  | 268   | 64.1     | 64       | 6           | 16       | 1     | 3        | 38       | 1     | 0        | 21    | 17       | 2.39     | 1.24    |
| 1969      | 大洋      | 6     | 0     | 0     | 0     | 0        | 0     | 0     | --       | --          | ----  | 36    | 8.2      | 9        | 2           | 2        | 0     | 0        | 8        | 0     | 0        | 6     | 5        | 5.00     | 1.27    |
| 通算：8年 | 通算：8年 | 202   | 54    | 8     | 4     | 4        | 23    | 34    | --       | --          | .404  | 2299  | 563.2    | 527      | 44          | 137      | 12    | 20       | 259      | 6     | 3        | 217   | 184      | 2.94     | 1.18    |

- 各年度の太字はリーグ最高

### 記録
- 完全試合：1回 （1966年5月1日、対広島カープ戦、広島市民球場）　※史上8人目

### 背番号
- 27 （1962年 - 1964年）
- 18 （1965年 - 1969年）